# El cas de la bruixa que no ho era
El cas de la bruixa que no ho era (títol original: Pas de répit pour Mélanie) és una pel·lícula canadenca dirigida per Jean Beaudry estrenada l'any 1990. Forma part de la sèrie de films per la joventut Contes per tots produïts per Rock Demers. Ha estat doblada al català.

## Argument
Mélanie, una jove de pagès, rep a casa seva per les vacances d'estiu la seva corresponsal Florence. Inspirades en el Petit Príncep de Sant-Exupéry, decideixen « domesticar » madame Labbé, una vella dama solitària vista com una bruixa per diversos nens del poble. Quan a madame Labbé li roben els seus béns més preciosos així com el seu animal de companyia, un petit porquet, és l'ocasió per Mélanie i Florence de jugar als detectius. Aquest serà també l'ocasió per elles de descobrir la realitat de les persones grans.

## Repartiment
- Marie-Stéphane Gaudry: Mélanie
- Kesnamelly Neff: Florence
- Madeleine Langlois: madame Labbé
- Vincent Bolduc: Martin-Pierre
- Alexandre Neszvecko: Louis
- Johanne-Marie Tremblay: la mare de Mélanie
- Clément Cazelais: el pare de Mélanie
- Ghyslain Tremblay: Gougoutte
- Jocelyn Bérubé: el cap de policia
- Clara Pimparé: la metgessa
- Paul Dion: el pare de Louis
- Ellery Picard: Alexis
- Camille Cyr-Desmarais: Sarah
- Capucine Powers: Julie
- Marc Désourdy: Bouliamme
- Bruno Vine: el lladre